# Епархия Амарилло
Епархия Амарилло (лат. Dioecesis Amarillensis) — епархия Римско-Католической церкви в городе Амарилло, штат Техас, США. Епархия Амарилло входит в митрополию Сан-Антонио. Кафедральным собором епархии Амарилло является Собор святой Марии.

## История
3 августа 1926 года Римский папа издал буллу Pastoris aeterni, которой учредил епархию Амарилло, выделив её из епархии Далласа и архиепархии Сан-Антонио.
16 октября 1961 года и 25 марта 1983 года епархия Амарилло передала часть своей территории новым епархии Сан-Анджело и епархии Лаббока.
С 1927 по 1975 кафедральным собором епархии являлся Собор Святейшего Сердца, а с 1975 по 2011 — Церковь святого Лаврентия (ранее — Собор святого Лаврентия).

## Ординарии епархии
- епископ Рудольф Алоизиус Геркен[англ.] (25.08.1926 — 02.06.1933) — назначен архиепископом Санта-Фе
- епископ Роберт Эммет Люси[англ.] (10.02.1934 — 23.01.1941) — назначен архиепископом Сан-Антонио
- епископ Лоуренс Джулиус Фицсаймон[англ.] (02.08.1941 — 02.07.1958)
- епископ Джон Луи Морковски[англ.] (18.08.1958 — 16.04.1963) — назначен архиепископом-коадъютором, позднее архиепископом Галвестона — Хьюстона
- епископ Лоуренс Майкл де Фалько[англ.] (16.04.1963 — 28.08.1979)
- епископ Лерой Теодор Маттисен[англ.] (25.03.1980 — 20.01.1997)
- епископ Джон Уолтер Янта[англ.] (20.01.1997 — 03.01.2008)
- епископ Патрик Джеймс Цурек[англ.] (с 03.01.2008)

## Источник
- Annuario Pontificio, Libreria Editrice Vaticana, Città del Vaticano, 2003, ISBN 88-209-7422-3
- Булла Pastoris aeterni, AAS 19 (1927), стр. 169  (лат.)